# رجب (مناخة)

تعديل مصدري - تعديل

رجب هي إحدى قرى عزلة بني إسماعيل بمديرية مناخة التابعة لمحافظة صنعاء، بلغ تعداد سكانها 353 نسمة حسب تعداد اليمن لعام 2004.